# Колодзьонж-Рибе
Колодзьонж-Рибе (пол. Kołodziąż-Rybie) — село в Польщі, у гміні Садовне Венґровського повіту Мазовецького воєводства.
Населення — 150 осіб (2011).
У 1975-1998 роках село належало до Седлецького воєводства.

## Демографія
Демографічна структура станом на 31 березня 2011 року:
|          | Загалом | Допрацездатний вік | Працездатний вік | Постпрацездатний вік |
| -------- | ------- | ------------------ | ---------------- | -------------------- |
| Чоловіки | 77      | 18                 | 51               | 8                    |
| Жінки    | 73      | 15                 | 38               | 20                   |
| Разом    | 150     | 33                 | 89               | 28                   |